# Castulo plagiata
Castulo plagiata là một loài bướm đêm thuộc phân họ Arctiinae, họ Erebidae.